# Luis Grande Baudesson
Luis Grande Baudesson (Cáceres, 1874-Madrid, 1956) fue un político, escritor, abogado y periodista español.

## Biografía
Nació en Cáceres en 1874, el día 15 de febrero. Abogado desde 1900, fue diputado provincial y presidente de la Diputación Provincial de Cáceres, además de poeta y periodista. Fue director del periódico El Adarve. Entre sus obras publicadas se encontraron títulos como Meridionales (cuentos), Granos de arena (prosa y versos), En la reja (versos), además de un poema titulado «Amores de la tierra». Entre los cargos que ocupó se encontró también el de gobernador civil de la provincia de Ávila, para el que fue nombrado en 1922. Grande Baudesson, que fue varias veces procurador en las Cortes franquistas, falleció en 1956, el día 27 de febrero, en Madrid. En Cáceres existe una calle con su nombre, que anteriormente se había conocido con la denominación de «travesía de Peña a Canterías».